# A Regular Girl
A Regular Girl er en amerikansk stumfilm fra 1919 af James Young.

## Medvirkende
- Elsie Janis som Elizabeth Schuyler
- L. Rogers Lytton
- Matt Moore som Robert King
- Robert Ayerton
- Tammany Young som Mac